# Овербрук (Канзас)
Овербрук (англ. Overbrook) — місто (англ. city) в США, в окрузі Осейдж штату Канзас. Населення — 1005 осіб (2020).

## Географія
Овербрук розташований за координатами 38°46′46″ пн. ш. 95°33′24″ зх. д. / 38.77944° пн. ш. 95.55667° зх. д. (38.779410, -95.556803).  За даними Бюро перепису населення США в 2010 році місто мало площу 1,43 км², уся площа — суходіл.

## Демографія
Згідно з переписом 2010 року, у місті мешкало 1058 осіб у 411 домогосподарстві у складі 253 родин. Густота населення становила 740 осіб/км².  Було 448 помешкань (313/км²).
Расовий склад населення:
| - 97,0 % — білих - 1,4 % — корінних американців - 0,3 % — чорних або афроамериканців - 0,1 % — азіатів |

До двох чи більше рас належало 1,0 %. Частка іспаномовних становила 1,2 % від усіх жителів.
За віковим діапазоном населення розподілялося таким чином: 27,2 % — особи молодші 18 років, 49,3 % — особи у віці 18—64 років, 23,5 % — особи у віці 65 років та старші. Медіана віку мешканця становила 41,7 року. На 100 осіб жіночої статі у місті припадало 89,6 чоловіків;  на 100 жінок у віці від 18 років та старших — 83,8 чоловіків також старших 18 років.
Середній дохід на одне домашнє господарство  становив 59 904 долари США (медіана — 51 563), а середній дохід на одну сім'ю — 68 985 доларів (медіана — 65 885). За межею бідності перебувало 6,0 % осіб, у тому числі 2,8 % дітей у віці до 18 років та 7,9 % осіб у віці 65 років та старших.
Цивільне працевлаштоване населення становило 458 осіб. Основні галузі зайнятості: освіта, охорона здоров'я та соціальна допомога — 36,7 %, роздрібна торгівля — 13,5 %, будівництво — 12,7 %.